# 12E CCFL
A 12E é uma das seis carreiras eletroviárias da Carris, transportadora coletiva urbana da cidade de Lisboa, Portugal. Funciona em regime de circulação pela Mouraria, Alfama, e Baixa e, enquanto carreira que serve a zona central da cidade, é simbolizada com a cor laranja. Tem o seu terminal na Praça do Martim Moniz, passando por São Tomé, Castelo, Sé, e Praça da Figueira.

## Características

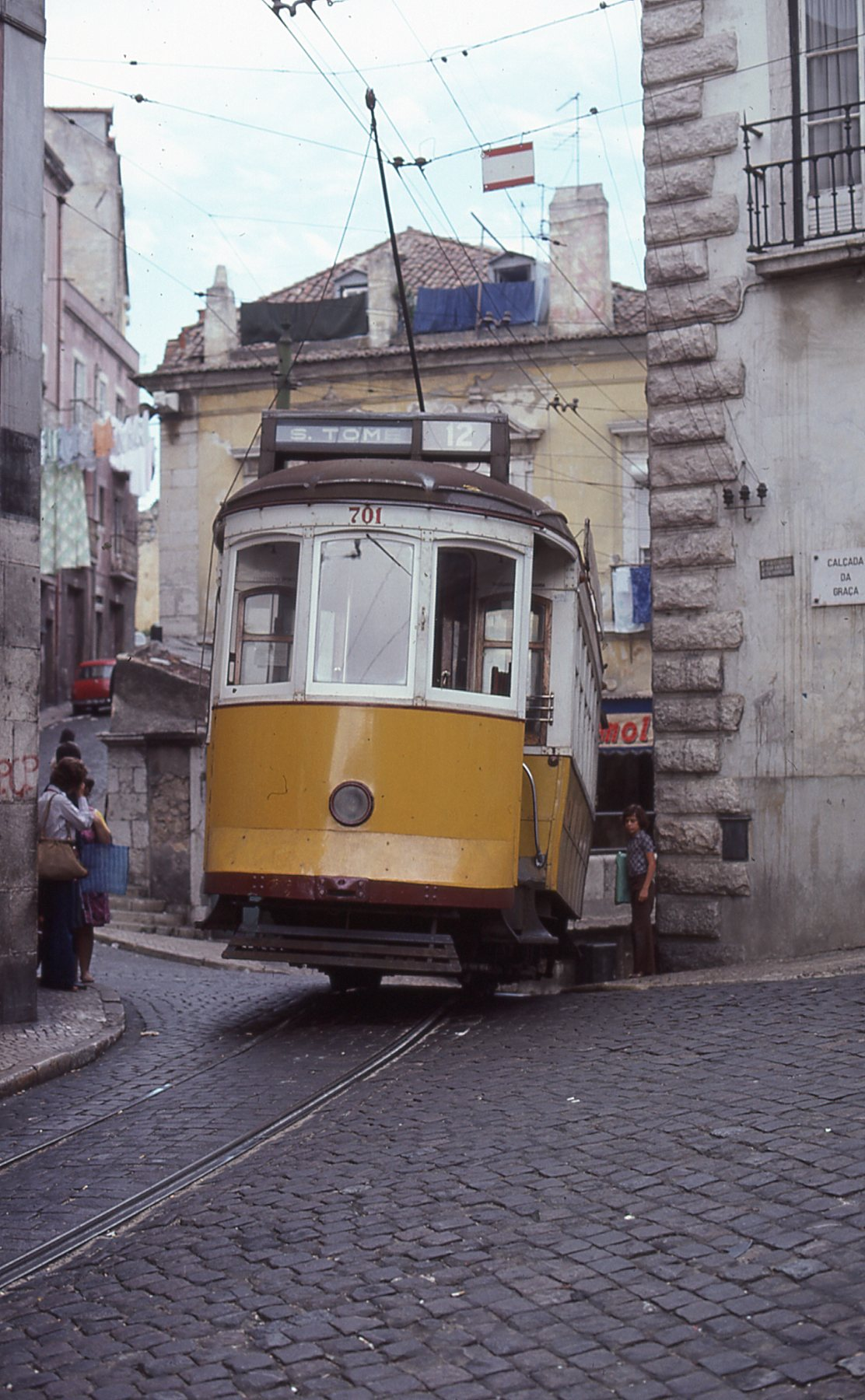
O “doze” para São Tomé (carro CCFL 701, atual carro CCFL 582) subindo a Calçada da Graça, em 1977.

É uma carreira de carácter local na zona mais central da cidade de Lisboa, ligando a Baixa (área comercial) aos bairros da Mouraria, Alfama e Castelo. Circulando por São Tomé, permite a ligação rápida entre o Martim Moniz e o Largo das Portas do Sol quando comparado com a 28E que circula pela Graça. Funciona, diariamente, entre as 08:00 e as 20:00, aproximadamente. 
O percurso do 12E é circular e conta com um único circuito, no sentido horário, com paragens apenas na face interna. É a única carreira de “circulação” de elétricos da Carris, sendo-o curiosamente apenas desde 1997, data em que todas as outras carreiras circulares haviam sido já eliminadas.

## História

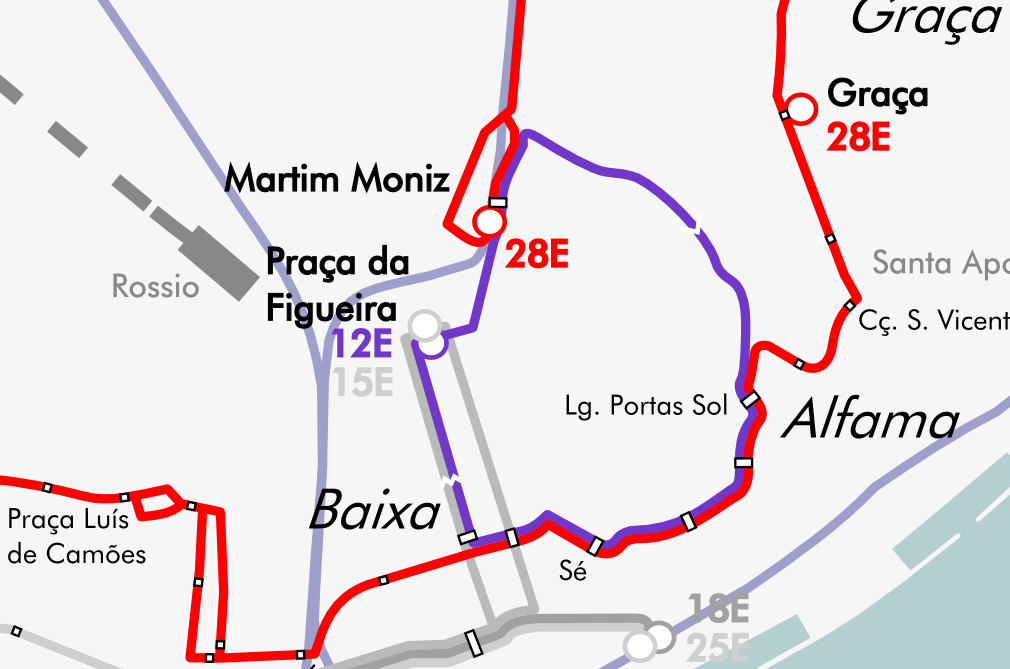
Mapa da carreira (a roxo) em 2011 (antes da eliminação do terminal da e da no Campo das Cebolas), integrada com as restantes e comparada com a (a vermelho).

Esta carreira foi inaugurada a 1 de Janeiro de 1915, parte do traçado desta carreira/linha resulta da aquisição pela Carris, em 1909, do Elevador da Graça. Após prolongada a São Tomé, manteve-se sem grandes alterações no seu percurso durante quase todo o século XX. Por volta de 1994, era identificada com a cor vermelha (quase indistinta da 18E) em folhetos informativos da Carris, numa altura em que esta era incomparavelmente a mais curta carreira eletroviária de Lisboa.
A configuração circular data do final de 1997, substituindo o percurso anterior, restrito a Martim Moniz ⇆ São Tomé; a circulação inaugural, a 20 de novembro, contou com a presença de dirigentes camarários e da Carris. Os trabalhos de adaptação da via ao novo trajeto orçaram em mais de 50 milhões de escudos. No segundo dia de circulação da carreira modificada, a nova agulha na esquina da Rua da Conceição com a Rua da Prata causou o descarrilamento de um carro da 28E.
Em abril de 2012 a Carris promoveu a carreira 12E como uma alternativa cómoda à 28E para conhecer a zona histórica de Lisboa.

## Percurso
Abandonado o terminal, o eléctrico segue pelo Poço do Borratém até chegar à Praça do Martim Moniz. A partir daí começa a subir por ruas estreitas até alcançar São Tomé. Do Miradouro de Santa Luzia facilmente se consegue alcançar o Castelo de São Jorge e é a partir deste ponto que se começa a descer até alcançar a Rua da Prata, passando ainda junto da Sé de Lisboa.
O percurso final desta carreira de circulação faz-se pela Rua da Prata em direcção à Praça da Figueira onde se encontra o terminal.

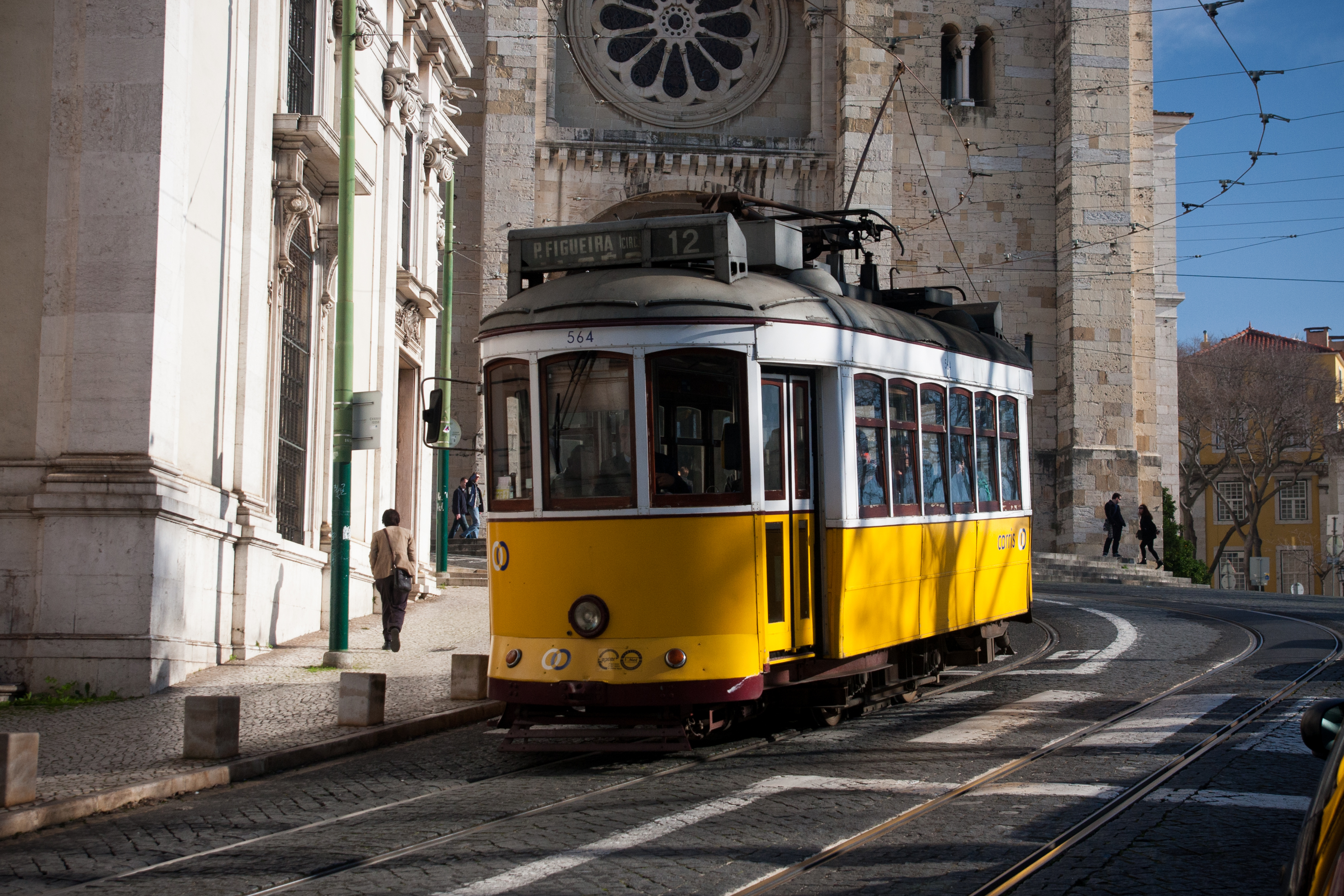
Descendo junto à Sé, sentido único, em 2012.

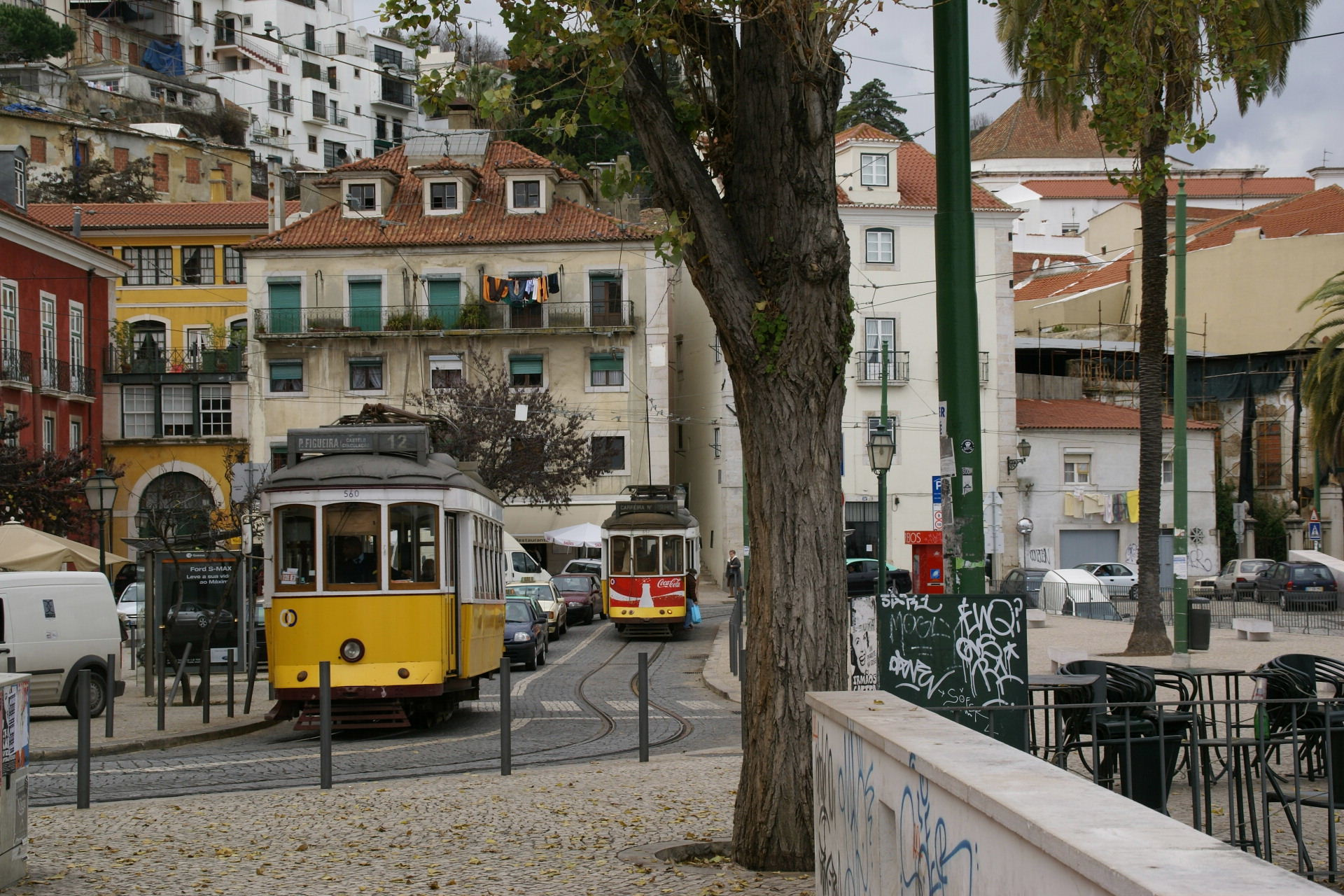
A cruzando-se com a nas Portas do Sol, em 2008.

### Equipamentos servidos
- Largo das Portas do Sol: Miradouro das Portas do Sol, Museu de Artes Decorativas
- Miradouro Santa Luzia: Miradouro de Santa Luzia, Castelo de São Jorge
- Sé: Sé